# Alcyonium
Alcyonium är ett släkte av koralldjur som beskrevs av Carl von Linné 1758. Alcyonium ingår i familjen läderkoraller.

## Bildgalleri

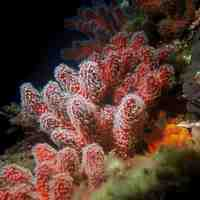
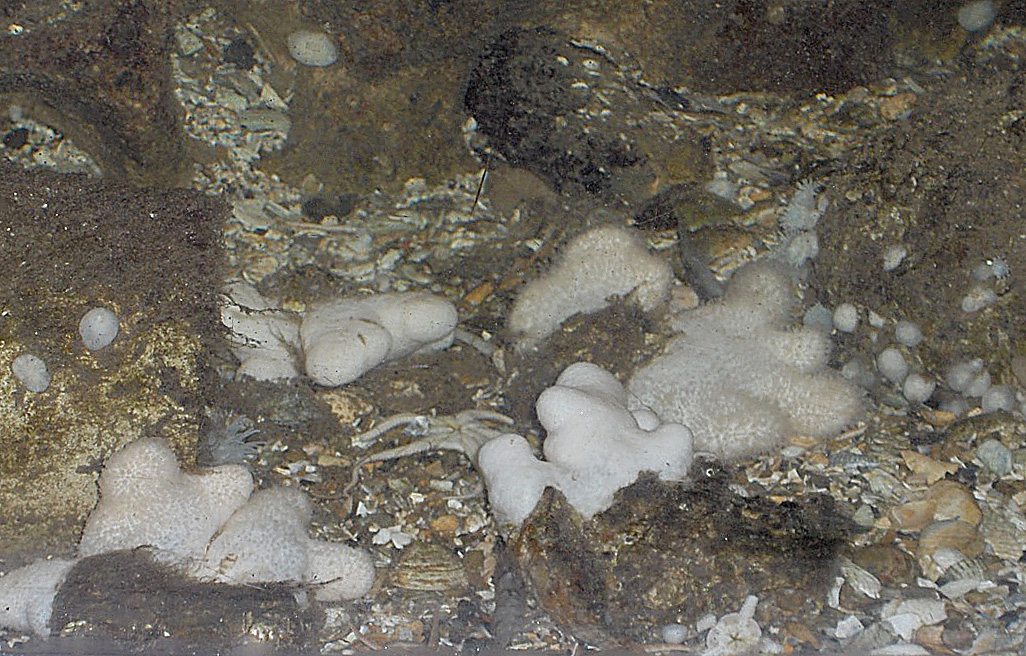
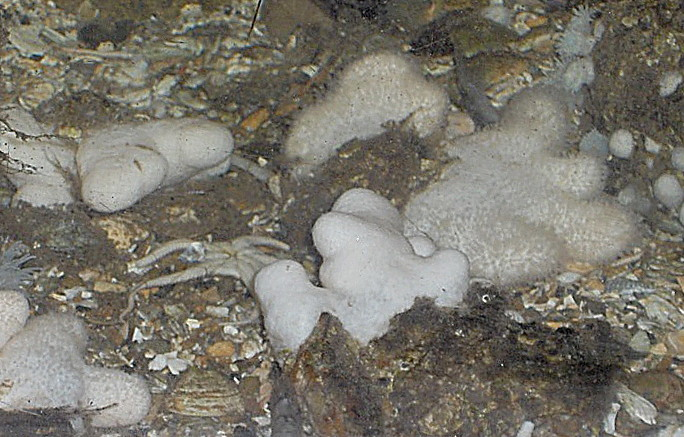
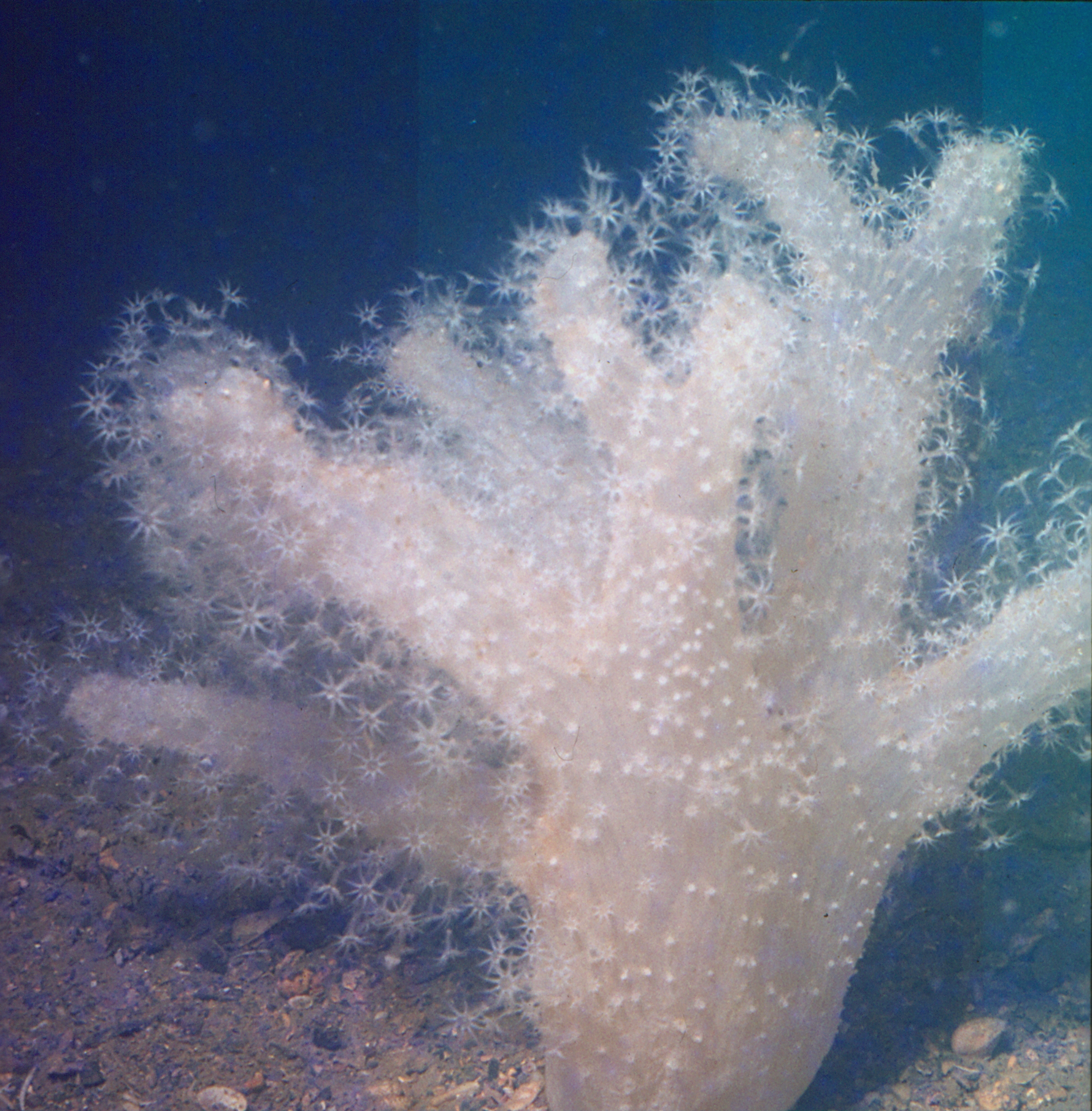
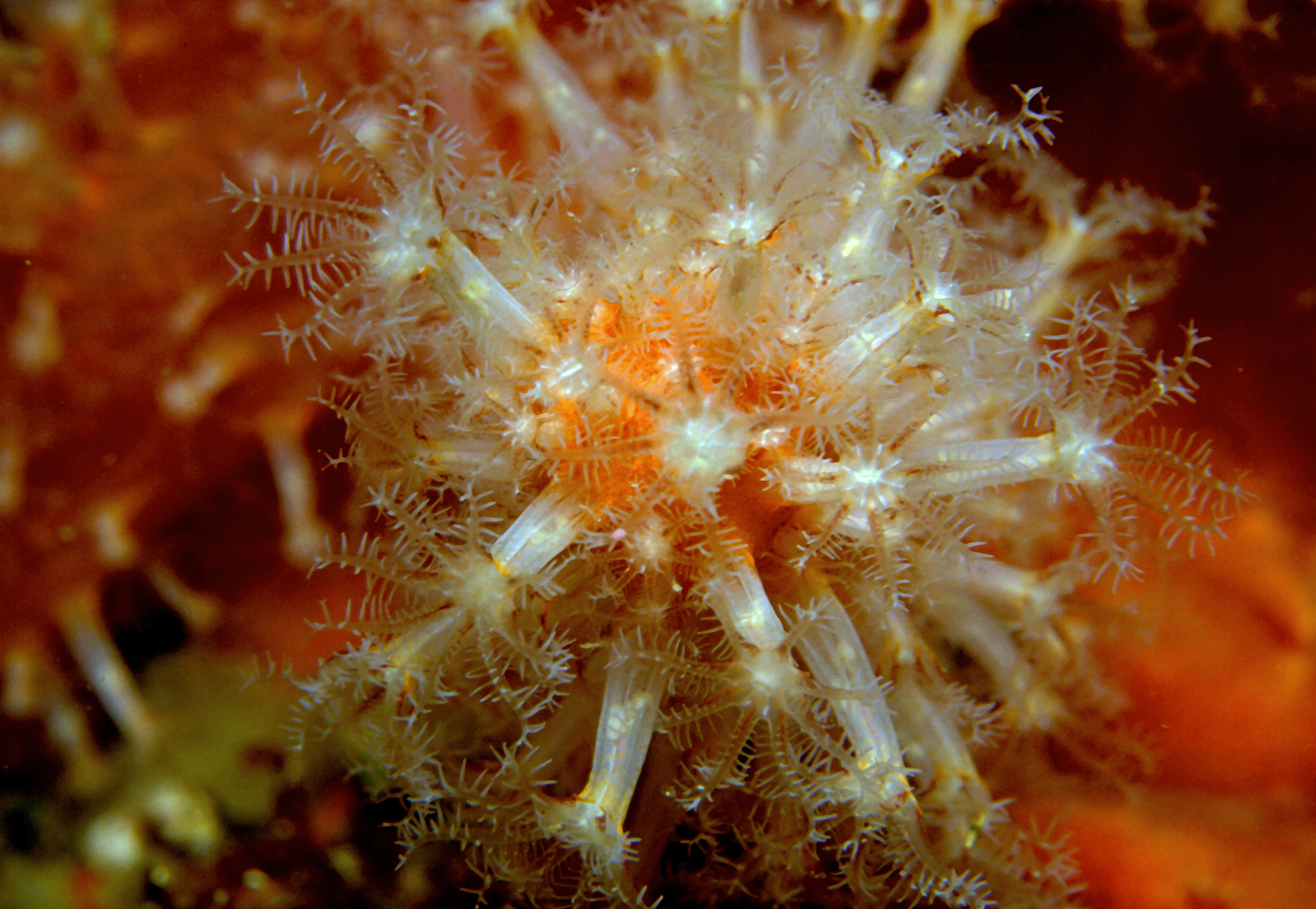
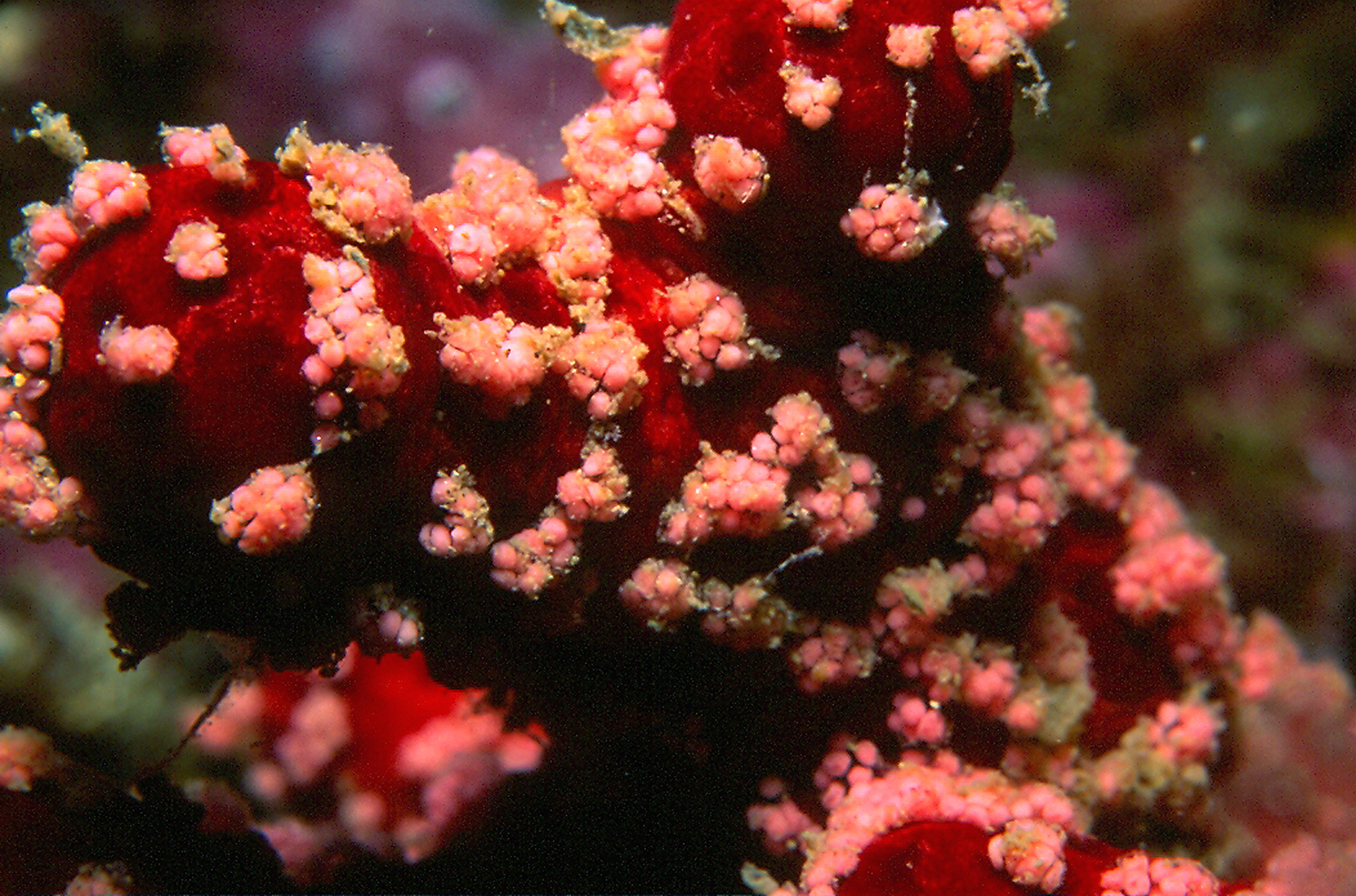

## Dottertaxa tillAlcyonium, i alfabetisk ordning[1][2]
- Alcyonium acaule
- Alcyonium adriaticum
- Alcyonium altum
- Alcyonium antarcticum
- Alcyonium aspiculatum
- Alcyonium aurantiacum
- Alcyonium bocagei
- Alcyonium brioniense
- Alcyonium capitatum
- Alcyonium catalai
- Alcyonium ceylonense
- Alcyonium clavatum
- Alcyonium compactofestucum
- Alcyonium confertum
- Alcyonium dendroides
- Alcyonium digitatum
- Alcyonium distinctum
- Alcyonium echinatum
- Alcyonium elegans
- Alcyonium etheridgei
- Alcyonium fauri
- Alcyonium fulvum
- Alcyonium fungiforme
- Alcyonium glaciophilum
- Alcyonium glomeratum
- Alcyonium gracillimum
- Alcyonium grandis
- Alcyonium graniferum
- Alcyonium gruveli
- Alcyonium haddoni
- Alcyonium hibernicum
- Alcyonium jorgei
- Alcyonium laeve
- Alcyonium luteum
- Alcyonium megasclerum
- Alcyonium monodi
- Alcyonium moriferum
- Alcyonium muricatum
- Alcyonium mutabiliforme
- Alcyonium norvegicum
- Alcyonium pacificum
- Alcyonium palmatum
- Alcyonium patagonicum
- Alcyonium paucilobulatum
- Alcyonium profundum
- Alcyonium repens
- Alcyonium roseum
- Alcyonium rotiferum
- Alcyonium rubrum
- Alcyonium senegalense
- Alcyonium sidereum
- Alcyonium sollasi
- Alcyonium southgeorgiensis
- Alcyonium spitzbergense
- Alcyonium submurale
- Alcyonium utinomii
- Alcyonium valdiviae
- Alcyonium variabile
- Alcyonium verseveldti
- Alcyonium yepayek